# Vendôme

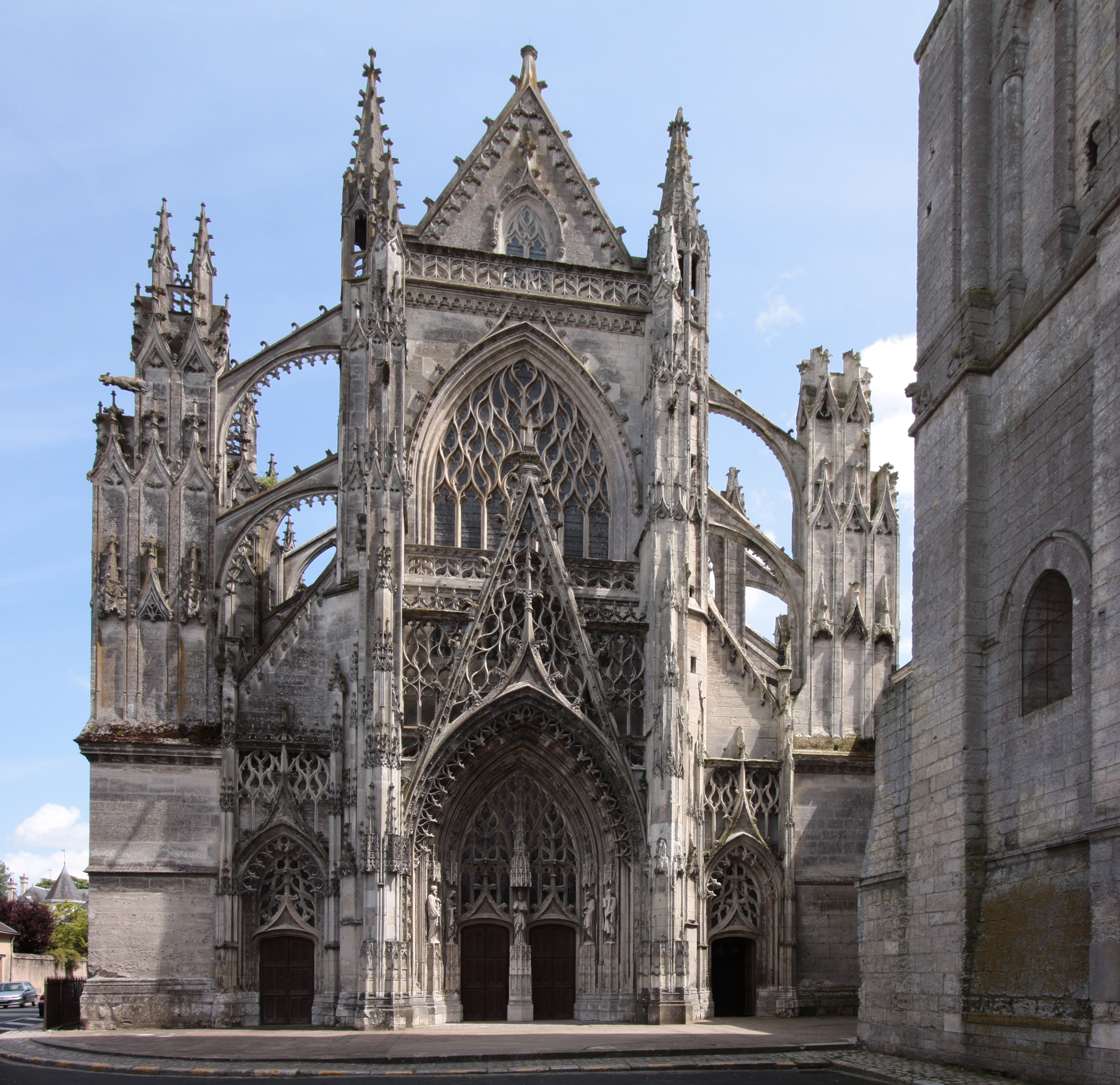
Västfasaden av Eglise de la Trinité.

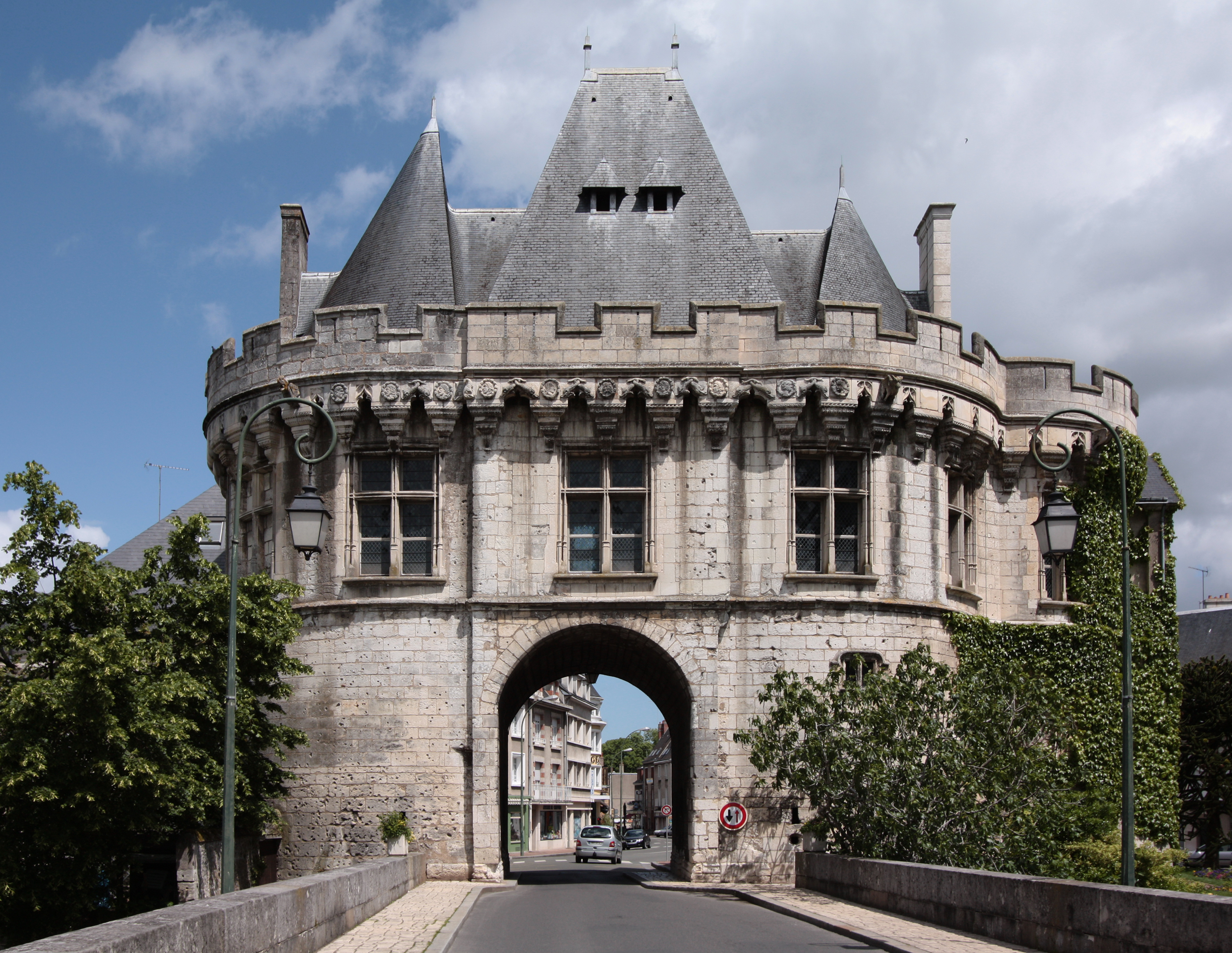
Porte Saint-Georges.

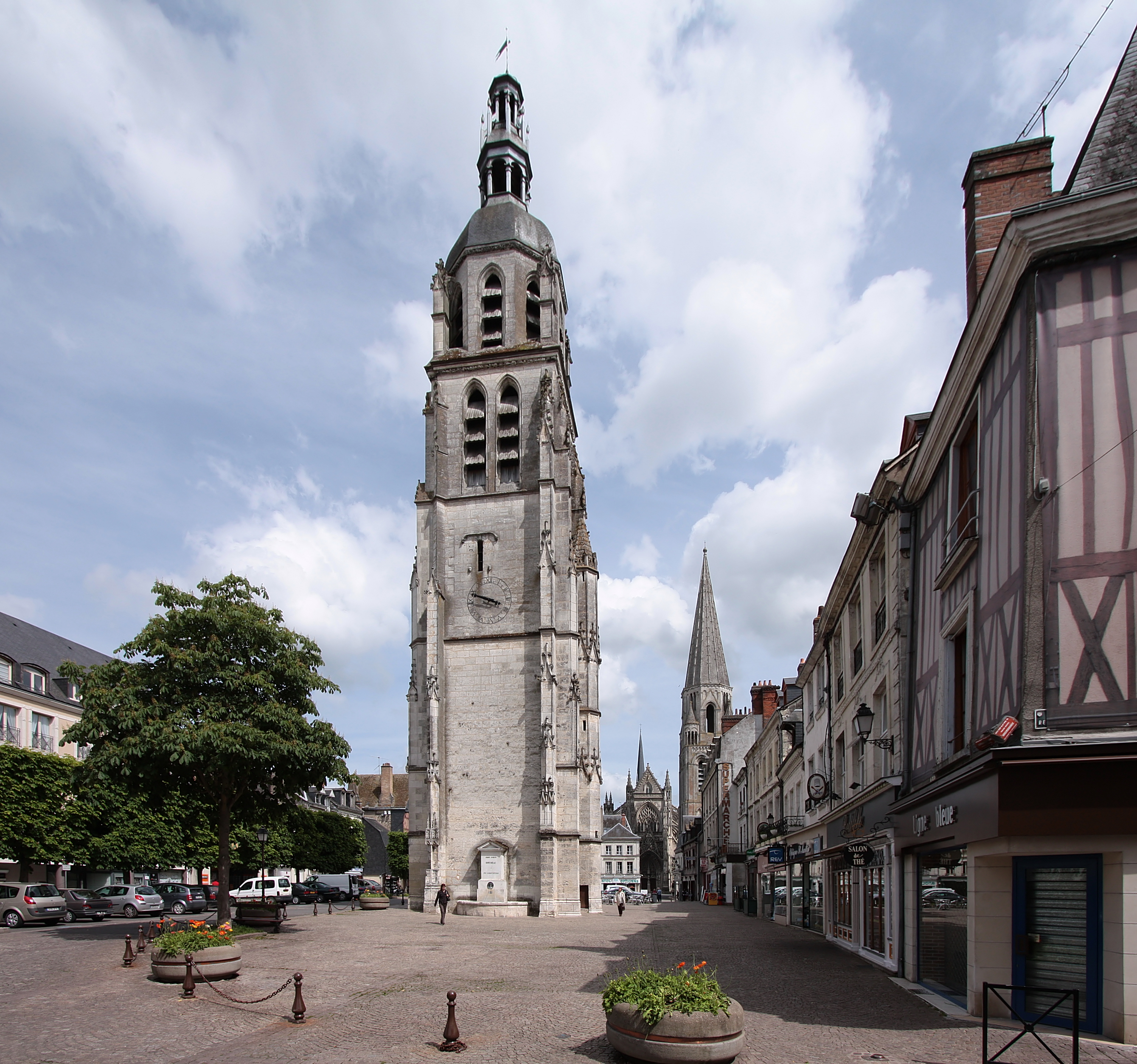
Place St-Martin med tornet till den tidigare kyrkan Saint-Martin.

Vendôme är en kommun och stad i departementet Loir-et-Cher i regionen Centre-Val de Loire i de centrala delarna av Frankrike. Kommunen är chef-lieu över 2 kantoner som tillhör arrondissementet Vendôme. År 2022 hade Vendôme 15 566 invånare.
Vendôme (latin Vendocinum) verkar  ha varit ett galliskt oppidum, som senare ersattes av ett feodalt slott som en stad växte upp runt omkring. Kristendomen blev introducerad i staden av St.

## Historia
Vendôme (latin Vendocinum) verkar  ha varit en gallisk oppidum, som senare ersattes av ett feodalt slott som en stad växte upp runt omkring. Kristendomen introducerades i staden av St. Bienheuré på 400-talet, och det betydelsefulla klostret Trinité (Treenigheten), (som hävdade att de innehade en tår som Jesus fällde vid Lazarus grav), grundlades runt 1030. Då Huset Capet regerade i området blev Vendôme huvudstad i ett grevskap som hörde till Bouchard, kallad den ärevördiga, som dog i klostret Saint-Maur-des-Fossés år 1007.
Via olika giftermål gick staden till huset Nevers, Preuilly och Montoire. Bouchard VII, greve av Vendôme och Castres (som dog omkring 1374), hade bara systern Katrine som arvinge. Hon var hustru till Jean från Bourbon, greve av la Marche. Då Karl av Bourbon var greve av Vendôme fick han status som hertig och blev en del av adeln i Frankrike på 1500-talet. Hans son, Antoine av Vendôme, kung av Navarra, var far till Henrik IV, som gav hertigdömet Vendôme till sin oäkta son César år 1598. César, hertig av Vendôme, deltog i de oroligheter som pågick i Frankrike under det styre som kardinalerna Richelieu och Mazarin utövade. Manslinjen i Césars familj slutade med Louis XIV:s berömde general, Louis Joseph av Bourbon, hertig av Vendôme (1645-1712).

## Sevärdheter
På en höjd söder om staden finns ruinen av den borg som tillhörde hertigarna av Vendôme. Klosterkyrkan Eglise de la Trinité har en fin fasad i den snirklade gotiska stilen. Klosterbyggnader från olika perioder omger kyrkan. Kyrkan La Madeleine (från 1400-talet) kröns av en spira som är en imitation av klostrets spira. Tornet Saint-Martin (1500-talet) representerar den försvunna kyrka som tidigare hade detta namn.
Ett annat monument är den gamla stadsporten Porte Saint-Georges. Den sida av porten som är vänd mot floden består av två stora krenelerade torn som är försedda med stupgluggar. Tornen förbinds med varandra av en utbyggnad. En annan sevärdhet är det gamla sjukhuset Saint-Jaqcues, som senare blev högre läroverk för oratorianerna och sedan läroverk för pojkar. Kapellet, som är utfört i gotisk stil, är ännu bevarat. I den omgivande trädgården finns turistbyrån i en åldrig byggnad kallas l'Orangerie. Den ligger mitt emot det allmänna biblioteket. I ett äldre bibliotek finns mer än tre hundra manuskript samt ett museum som till största delen är arkeologiskt. Framför det står en staty av Jean Baptiste Donatien de Vimeur de Rochambeau, som föddes i Vendôme 1725.

## Befolkningsutveckling
Antalet invånare i kommunen Vendôme
| Referens: INSEE |

### Fotnoter
1. ↑  Répertoire géographique des communes, Institut national de l'information géographique et forestière, läst: 26 oktober 2015.[källa från Wikidata]
2. ↑  Populations légales 2022, Institut National de la Statistique et des Études Économiques, 19 december 2024.[källa från Wikidata]
3. ↑  Chiffres clés - Évolution et structure de la population hämtat från the Wayback Machine (arkiverat 4 maj 2012).

## Webbkällor
Den här artikeln är helt eller delvis baserad på material från nynorska Wikipedia.
Den här artikeln är helt eller delvis baserad på material från tyska Wikipedia.
Den här artikeln är helt eller delvis baserad på material från engelska Wikipedia.